# أليس تيسديل هوبارت
أليس تيسديل هوبارت (بالإنجليزية: Alice Tisdale Hobart)‏ (28 يناير 1882 - 14 مارس 1967)؛ كاتِبة ومؤلِّفة، مؤرخة وروائية أمريكية. درست في جامعة شيكاغو.

## روابط خارجية
- أليس تيسديل هوبارت على موقع IMDb (الإنجليزية)
- أليس تيسديل هوبارت على موقع قاعدة بيانات الفيلم (الإنجليزية)